# 夕陽が浜
夕陽が浜（ゆうひがはま）は、愛知県田原市の地名。丁番を持たない単独町名である。

## 地理
田原市の中央部に位置し、東と南に伊川津町、西に南西に石神町と接している。

## 世帯数と人口
2015年（平成27年）10月1日現在の世帯数と人口は以下の通りである。
| 町丁     | 世帯数 | 人口  |
| -------- | ------ | ----- |
| 夕陽が浜 | 82世帯 | 238人 |

### 人口の変遷
国勢調査による人口の推移
| 2005年（平成17年） | 197人 | [ 5 ] |  |
| 2010年（平成22年） | 241人 | [ 6 ] |  |
| 2015年（平成27年） | 238人 | [ 2 ] |  |

## 学区
市立小・中学校に通う場合、学区は以下の通りとなる。また、公立高等学校に通う場合の学区は以下の通りとなる。
| 番・番地等 | 小学校           | 中学校               | 高等学校 |
| ---------- | ---------------- | -------------------- | -------- |
| 全域       | 田原市立泉小学校 | 田原市立赤羽根中学校 | 三河学区 |

## 施設
- 夕陽が浜浄化センター
- 夕陽が浜東公園
- 夕陽が浜集会所

## その他

### 日本郵便
- 郵便番号 : 441-3607[3]（集配局：渥美郵便局[9]）。